# Boediono
Boediono (ur. 25 lutego 1943 w Blitar) – indonezyjski ekonomista i polityk.

## Edukacja
W 1967 uzyskał stopień bakalaureata na University of Western Australia w Perth. W 1972 otrzymał tytuł magistra na Monash University w Melbourne. Doktorat obronił w 1979 na Wharton Business School w Filadelfii. W latach 70. pracował na Australian National University w Canberze.

## Kariera polityczna
W 1997 objął stanowisko zastępcy gubernatora Banku Indonezji odpowiedzialnego za politykę fiskalną i monetarną. Funkcję tę pełnił do 1998. Od 1998 do października 1999 był ministrem stanu ds. planowania i rozwoju narodowego.
Po odsunięciu od władzy prezydenta Wahida, nowa głowa państwa, Megawati Soekarnoputri, mianowała go ministrem finansów. Podczas gdy kierował resortem (do 2004), notowano kilkuprocentowy wzrost gospodarczy (4% w 2002).
W 2005 wszedł w skład gabinetu Susilo Bambang Yudhoyono jako minister koordynujący politykę ekonomiczną państwa. W 2008 Ludowa Izba Reprezentantów powołała Boediono na gubernatora Banku Indonezji. Zrezygnował z urzędu po tym jak prezydent Yudhoyono zaproponował mu kandydowanie na urząd wiceprezydenta kraju w wyborach w 2009.
Od 20 października 2009 był 11. w historii wiceprezydentem Indonezji, urząd pełnił przez 5-letnią kadencję do 20 października 2014.

## Wybrane publikacje
- Indonesia menghadapi ekonomi global, 2001.
- The International Monetary Fund Support Program in Indonesia: Comparing Implementation Under Three Presidents. Bulletin of Indonesia Economic Studies, 38(3): 385–392, December 2002.
- Managing The Indonesian Economy: Some Lessons From The Past?. Bulletin of Indonesia Economic Studies, 41(3):309-324, December 2005.